# Suor Dentona e altre battaglie
Suor Dentona e altre battaglie è un fumetto italiano di fantasia e grottesco scritto e disegnato da Filippo Scozzari, pubblicato nel 1990, facente parte del cosiddetto Filone della disumanità, sviluppato dall'artista prevalentemente negli anni '80 e '90.
È il suo primo racconto dedicato al personaggio di Suor Dentona, incarnazione della provocazione già apparsa sulle pagine della rivista Il Male a partire dal 1978, e personaggio di altre sue successive raccolte.

## Trama
Suor Dentona è una consorella dell'immaginario ordine delle Dentone, la cui missione è quella di recarsi sui campi di battaglia per prelevare l'anima ai soldati moribondi con alcuni riti poco ortodossi. Questo personaggio assurdo, privo di qualunque forma di moralità, rappresentava originariamente una forte critica al mondo dei film erotici; ogni episodio si conclude con una sua frase completamente fuori dal contesto.

## Storia editoriale
Il personaggio di Suor Dentona compare all'interno della collana Blue di Il male nel 1978, al numero 96. che subisce nel corso del tempo delle variazioni nella testata; dal 1990 in poi le sue storie vengono pubblicate da Primo Carnera Editore.

## Sinossi
Storia dai toni tristi, venne considerata alla pubblicazione abbastanza surreale, sebbene successivamente venne rivalutata alla luce del fatto che fu in grado di prevedere in maniera lucida alcuni eventi che sarebbero avvenuti negli anni successivi: lo scontro tra le civiltà (es. Guerra del Golfo), la corruzione politica (da Tangentopoli in poi), e la diffusione di massa della pornografia, che avvenne attraverso il web.
Insieme a Primo Carnera e al Dottor Jack, Suor Dentona è il personaggio più noto della prima fase dell'autore bolognese.

### Ristampe
Una prima ristampa parziale si ebbe nel 1996, e un'altra nel 2012.
Alla raccolta sono state dedicate due mostre, nel 2004 a Torino, e nel 2005, a Bologna.